# Бенкалис (город)
Бенкалис — город на одноимённом острове в Малаккском проливе, Индонезия. Является административным центром округа (индон. kabupaten) и района (индон. kecamatan) Бенкалис. Население — 66 211 чел. (по данным 2001 года, в 1990 году этот показатель составлял 21 984 чел.).
Климат экваториальный, с чётко выраженными сухим и дождливым сезонами.
В городе есть порт.